# Równanie Clausiusa-Mossottiego
Równanie Clausiusa-Mossottiego wyraża stałą dielektryczną (względną przenikalność elektryczną {\displaystyle \varepsilon _{r}}) przy pomocy polaryzowalności atomowej {\displaystyle \alpha } dielektryka składającego się z atomów i/lub cząsteczek, lub ich jednorodnej mieszaniny; jest odpowiednikiem równania Lorentza-Lorenza. Nazwa równania pochodzi od Ottaviano-Fabrizio Mossottiego i Rudolfa Clausiusa.
Równanie można wyrazić jako:
{\displaystyle {\frac {\epsilon _{\mathrm {r} }-1}{\epsilon _{\mathrm {r} }+2}}={\frac {N\alpha }{3\epsilon _{0}}},}
gdzie:
{\displaystyle \epsilon _{r}=\epsilon /\epsilon _{0}} – stała dielektryczna materiału,
{\displaystyle \epsilon _{0}} – przenikalność elektryczna próżni,
{\displaystyle N} – gęstość liczbowa, tj. liczba cząsteczek na metr sześcienny,
{\displaystyle \alpha } – polaryzowalność cząsteczkowa w jednostkach SI [C·m²/V].
Gdy materiał składa się z mieszaniny dwóch lub więcej substancji (podobnie jak we wzorze na refrakcję molową mieszaniny), prawa strona powyższego równania będzie sumą polaryzowalności cząsteczkowych każdej składowej substancji, indeksowanej przez „i” w postaci:
{\displaystyle {\frac {\epsilon _{\mathrm {r} }-1}{\epsilon _{\mathrm {r} }+2}}=\sum _{i}{\frac {N_{i}\alpha _{i}}{3\epsilon _{0}}}.}
W układzie CGS równanie Clausiusa-Mossottiego jest zazwyczaj przepisywane na objętościową polaryzowalność cząsteczkową {\displaystyle \alpha '=\alpha /(4\pi \varepsilon _{0}),} która ma jednostki objętości [m³]. Istnieje praktyka używania nazwy „polaryzowalność cząsteczkowa” zarówno dla {\displaystyle \alpha ,} jak i {\displaystyle \alpha '} w literaturach przeznaczonych dla odpowiednich układów jednostek.
Równanie Clausiusa-Mossottiego jest uproszczonym równaniem Debye’a w postaci:
{\displaystyle {\frac {\epsilon _{\mathrm {r} }-1}{\epsilon _{\mathrm {r} }+2}}{\frac {M}{\rho }}=P_{\mathrm {m} }={\frac {N_{\mathrm {A} }}{3\epsilon _{0}}}{\Big (}\alpha +{\frac {\mu ^{2}}{3kT}}{\Big )},}
gdzie:
{\displaystyle P_{\mathrm {m} }} – polaryzacja molowa w materiale,
{\displaystyle M} – masa molowa atomów lub cząsteczek materiału,
{\displaystyle \rho } – gęstość materiału,
{\displaystyle N_{\mathrm {A} }} – liczba Avogadra,
{\displaystyle \mu } – elektryczny moment dipolowy,
{\displaystyle k} – Stała Boltzmanna,
{\displaystyle T} – temperatura.
Wzór na polaryzację molową {\displaystyle P_{\mathrm {m} },} w którym pomija się czynnik {\displaystyle {\frac {\mu ^{2}}{3kT}}} (wynikający z termicznego uśrednienia momentu dipolowego w obecności zewnętrznego pola elektrycznego), daje wzór Clausiusa-Mossottiego. Równanie Clausiusa-Mossottiego stosuje się przy znikomym wpływie trwałych elektrycznych momentów dipolowych na polaryzację, tj. gdy cząsteczki są apolarne lub gdy częstotliwość zewnętrznego pola elektrycznego jest tak wysoka, że cząsteczki nie mogą orientować się wystarczająco szybko, aby nadążyć za zmianą kierunku pola.